# John Walter (3e baronnet)
Pour les articles homonymes, voir John Walter et Walter.
Sir John Walter, 3e baronnet (vers 1674-1722) de Sarsden House, Oxfordshire est un homme politique britannique qui siège à la Chambre des communes britannique entre 1694 et 1722.

## Biographie
Il est le fils aîné de Sir William Walter, 2e baronnet et de sa première épouse Mary Tufton, fille de John Tufton (2e comte de Thanet). Il s'inscrit au Queen's College d'Oxford le 21 août 1691 . Le 5 mars 1694, il succède à son père. Il est marié avec Elizabeth Vernon, fille du marchand Sir Thomas Vernon, député de Londres vers 1700 .
Il est élu député d'Appleby lors d'une élection partielle le 13 décembre 1694 sous le patronage de son oncle Thomas Tufton (6e comte de Thanet). Il ne se présente pas aux élections générales anglaises de 1695 mais est réélu de nouveau pour Appleby lors d'une élection partielle le 23 décembre 1697 et ensuite aux élections générales anglaises de 1698. Il est battu à Appleby lors des premières élections générales de 1701 et ne s'y est plus présenté. Il se présente sans succès à Woodstock aux Élections générales anglaises de 1705 et est élu député d'Oxford lors d'une élection partielle le 11 décembre 1706. Il y est réélu sans opposition lors des élections générales britanniques de 1708. Il fait partie d'un groupe de conservateurs buveurs du vin qui se réunissent sous la direction du duc de Beaufort en juillet 1709 pour établir le «Board of Brothers». Il est partisan de la Haute Église du Dr Sacheverell et vote contre sa destitution au début de 1710. Aux Élections générales britanniques de 1710 il est de nouveau réélu pour Oxford, et est répertorié comme un "digne patriote" qui contribue à dénoncer les erreurs de gestion de la précédente administration whig, et en 1711 comme "patriote conservateur" opposé à la poursuite de la guerre. En 1711, il est nommé greffier du drap vert et occupe le poste jusqu'en 1714. Il est réélu sans opposition à Oxford lors des élections générales britanniques de 1713  puis en 1715 et 1722. Il vote contre l'administration dans tous les votes enregistrées .

## Vie privée
Il est un bon vivant qui aime boire (en particulier les bons vins français), la mode, les jeux de hasard et les courses de chevaux et est un mondain populaire. Son ami Jonathan Swift le décrit comme «un honnête homme ivre». Cependant, son extravagance le contraint à vendre ses biens pour payer ses dettes .
Il est décédé le 11 juin 1722 et est enterré à Sarsden. Il n'a pas d'enfant et son demi-frère Robert lui succède comme baronnet. Il laisse le domaine de Sarsden à sa femme avec réversion pour Robert à sa mort. Il laisse également 1 000 £ à son ami Lord Harcourt qui, en 1724, épouse la veuve de Walter. Le titre de baronnet disparait en 1731 lorsque Sir Robert est décédé sans enfant.